# Myself ; Yourself
『Myself ; Yourself』（マイセルフ ユアセルフ）は、有限会社レジスタ（Regista）により開発され、2007年12月20日にイエティ（Yeti）より発売されたPlayStation 2用ゲームソフト、およびそのテレビアニメ作品。略称は『マイユア』。キャラクターデザインを『Memories Offシリーズ』や『双恋』などを手掛けたささきむつみが担当している。

## 概要
日本のW県（和歌山県西牟婁郡すさみ町がモデル）にある架空の田舎町「桜乃杜町（さくらのもりちょう）」を舞台とした恋愛アドベンチャーゲームで、2人の主人公と6人のヒロインが登場する。ゲームの発売に先駆け、メディアワークスの月刊美少女ゲーム雑誌「電撃G's magazine」においてプロローグ小説『Myself ; Yourself それぞれのOverture』が連載された。テレビアニメもゲームに先行して2007年10月から12月まで放送された。
従来、他のゲーム会社により制作されたアダルトゲームの家庭用移植版をリリースしてきたコンシューマーゲームブランドであるイエティ初のオリジナルとなる作品で、レジスタにとっては2006年1月26日発売の『I/O』に続く2作目のオリジナル開発作に当たる。初回限定版には、サウンドトラック『Myself ; Yourself Audio Tracks -for GAME-』と成瀬ちさとによるイラストが掲載された絵本『幸せのアオイ鳥』が封入。さらに、ファミ通カードの会員となって購入すると設定原画などが収録された特製ファンブックが付属、ソフマップではデジタル原画集CDが付属された。
2006年12月開催の「コミックマーケット71」ではイエティ/レジスタ合同ブースにおいて冊子『Special Preview Book』やクリアファイル、1stオープニングテーマ『Day-break』のCDが無料配布された。2007年8月開催の「コミックマーケット72」でもヴューズのブースにて出展し、ポスターや2ndオープニングテーマ『ivy』が収録されたCDなどが配布された。
また、2009年5月28日には後日談と外伝を収録したPlayStation 2用ゲーム『Myself ; Yourself それぞれのfinale』が発売された。
2010年11月23日にソーシャルゲームのGREE用が登場した。

## ゲームシステム
このゲームには「日高佐菜」「若月修輔」という二人の少年主人公が存在、プレイ開始時にどちらか一方を選択する形式になっており、選ばなかった方の主人公はサブキャラクターとして登場する。
本作には「八代菜々香」「織部麻緒衣」「若月朱里」「持田雛子」「藤村柚希」「星野あさみ」という六人のヒロインが登場するが、このうち佐菜サイド・修輔サイドのいずれでも攻略可能なのは、最も代表的なヒロインである菜々香ただ一人だけであり、麻緒衣・朱里・柚希の三人は佐菜サイドのみ、雛子・あさみの二人は修輔サイドのみでしか攻略できない。
一度ゲームクリアに成功すると、攻略に必要な正しい選択肢が表示される「ヒントモード」が使用できるようになる。

## あらすじ
W県の南端に位置し、太平洋に面した人口5000人ほどの閑静な田舎町「桜乃杜町」に生まれ育った少年「佐菜」は、幼馴染の少女「菜々香」や従姉の「麻緒衣」、男友達の「修輔」、その姉「朱里」らと共に毎日楽しく暮らしていた。
小学5年の時に両親の仕事の都合で東京へと移り住んでいた佐菜は、5年後単身で再び故郷へ戻ってくる。そこで彼は初恋の相手だった菜々香との再会を果たしたが、彼女は5年前のような優しい笑顔を佐菜に向けることはなく、それどころか彼に平手打ちを浴びせたのだった。
今も変わらぬ思い出と、様変わりしてしまった風景。この物語では、彼ら若者達の青春時代を佐菜とその親友である修輔の2人の視点から描いてゆく。

## 登場人物

### 主人公
日高 佐菜（ひだか さな）
声 - 立花慎之介 / 木村まどか（幼少期）
本作の主人公。5年ぶりに故郷へと戻り、W県立桜乃杜高等学校2年F組に編入学した。16歳。1991年10月13日生まれ。
かつてはやんちゃなところがあったが、5年の歳月を経て心身ともに成長し、他人に親切な優等生となった。穏やかな性格で写真撮影やパソコンが好き。アニメ版ではたまにギャルゲーをしている。「佐菜」という自分の名前が女っぽいことをあまりよく思っていない。
アニメ版
中学時代にいじめを受けたことなどから精神的に追い詰められ、リストカットを行った過去を持つ。その後、中学転校、高校進学を経るもののほとんど学校へ通わない状態が続いていたが、幼い頃の菜々香の言葉から「自分の故郷へ行けば過去の自分に戻れるではないか」と思い単身故郷へと戻る。プールに入る時なども、常に腕時計をしており、リストカットの傷跡を隠しているようである。
ゲーム版
転校後、桜乃杜と東京での学校生活のギャップに悩む。修輔たちの存在を唯一の癒しの糧にしていたが、その虚無感が祟って心を傷めつけることになった。そして、その辛さに耐えられず、過去の記憶と修輔たちの存在を心から消すことによって、ギャップから逃れていた。結果、東京の空気に溶け込めたが、周りに流されたり、曖昧な返事をしたり、他人の気持ちを考えない発言・発想をするようになり、朱里や菜々香から忌み嫌われることになる。いじめに至る経緯は描かれていない為、リストカットは行っていない。
若月 修輔（わかつき しゅうすけ）
声 - 子安武人 / 三瓶由布子（幼少期）
本作のもう一人の主人公で佐菜の親友。朱里の双子の弟。16歳。1992年3月23日生まれ。佐菜と同じ2年F組。
佐菜とは逆に活動的な性格の体育会系で、周囲の友人を楽しませることが得意なムードメーカーのような存在。幼い頃から多くの習い事をしており、柔道・剣道・少林寺拳法といった武道のほか、算盤や書道もこなす（ただし字は上手くない）。朱里がある理由で生活に苦しんでいることを知っており、自分も苦しんでいる。
アニメ版
女性に対する免疫が薄くなっており、水着姿の麻織衣とあさみを見た時などに赤面する一面が新たに描かれた。ゲーム版と違い、年上の麻緒衣や柚希に対してタメ口で喋る。なお、ゲーム版より声のトーンが低くなっている。
ゲーム版
朱里に対する好意が強調されており、選択肢次第では感情を抑えられずに暴走してしまう。また、アニメ版よりも恋愛に鈍感である。

### ヒロイン
八代 菜々香（やつしろ ななか）
声 - 小清水亜美
佐菜の幼馴染にして初恋の相手だった少女。16歳。1991年7月29日生まれ。佐菜達と同じ桜乃杜高校2年F組。
佐菜が上京する5年前までは明るく人懐っこい性格だったが、3年前に自宅で発生した火災で両親を失い、これをきっかけに心を閉ざしてしまった。ただし、火災の原因はアニメ版とゲーム版で異なる描かれ方をしている。
桜乃杜町にある「双子丘」と呼ばれる丘の上にある神社「八代神社」に暮らしており、学校以外の時間は巫女として神社の仕事に励んでいる。勉強熱心で学校では成績優秀・スポーツ万能だが、人付き合いは無に等しい。お化けや怖い話が苦手。幼い頃からヴァイオリンを習っており、ヴァイオリニストを志していた。
誕生花は鳳仙花で、花言葉は「私に触れないで」。 
アニメ版
3年前の事件以来、幼い頃に使っていた秘密のポストで、佐菜に救いを求めていたが、元々使われていないポストであるうえに転校先の住所を知らなかったため佐菜の元には手紙が届かずにいた。菜々香が苦んでた時に助けてくれなかった佐菜を逆恨みし、佐菜の転校初日に彼の頬を打ってしまったが、和解した後は佐菜に謝罪した。
アニメ版における菜々香の家の火事の原因は以下の通り。菜々香は、母である菜々恵が桜庭かおるとの浮気により産んだ子供であり次彦と血縁はない。真相が暴露されるまでは平穏に生活していたが、死期が迫ったかおるが罪の意識に耐え切れず次彦に真相を暴露したことでその平穏が崩れ去ることになる。次彦の追及に対し菜々恵が開き直ってしまったことで、激怒した次彦は菜々恵を徹底的に殴打し、家に自ら火を放ち自身もそのまま命を絶ってしまう。菜々香は辛うじて骨折だけの怪我で済んだものの、上記のいきさつなどによりその前後の記憶を失い、炎もしくはそれを想起させるものを見たり記憶を取り戻そうとしたりすると、錯乱状態に陥ってしまう後遺症を抱えることになった。その後、佐菜との再会など紆余曲折を経て記憶を回復するものの、そのショッキングな内容から自殺を図り、間一髪で佐菜に救われる。あさみと従妹同士という設定は無い。
ゲーム版
佐菜たちに対する嫌悪感が異常に強くなっている。しかし雛子や幼稚園の子供たちに対しては、優しさを露わにするなど、理性を保っている。星野あさみとは従姉妹同士。
織部 麻緒衣（おりべ あおい）
声 - 金田朋子
佐菜の1歳年上の従姉。佐菜が借りているアパート管理人夫婦の娘であり、部屋も隣同士。17歳。1990年8月28日生まれ。桜乃杜高校3年A組。眼鏡を掛けている。
空想癖のある夢見がちな少女で、のんびりと読書をするのが好き。学校では3年連続で図書委員をしている。かなり天然ボケが入っており、道に迷って泣いてしまうこともあるが、料理や裁縫などはプロ並に得意としている。
誕生花は桔梗で、花言葉は「変わらぬ愛」。
アニメ版
寝坊癖があまり強調されていない上に、病気のことは一切触れられていない（病気のサインがないところを見ると、病気という設定自体が無い）。常に鞄の中にエプロンを仕込んでおり理由は食べる時に零すためで、服装を汚さないためとのこと。性格のわりには度胸がすわっておりジェットコースターや激しい乗り物を乗っても平然としている。ゲーム版と違い巨乳キャラとなっている。
ゲーム版
アニメ版とは打って変わって、虚弱体質となっている。かなり稀な症例の病にかかっており、度々病のサインを見せるが、発症するまで佐菜は気付かなかった。バッドエンドに進むと急逝する。亡くなるヒロインは、彼女と菜々香だけである。
若月 朱里（わかつき しゅり）
声 - 田村ゆかり
修輔の双子の姉。16歳。1992年3月23日生まれ。弟と同じ2年F組。
明るく活発な性格で学校では男女問わず人気がある。だらしないところのある修輔と違ってしっかりしており、目覚めの悪い彼を朝早く起こすことも多い。格闘技が趣味である他、緑豊かな自然を愛し、桜乃杜町の森や海が都市開発やゴミの不法投棄によって汚染されていることを不愉快に思っている。ハイテク機器の扱いは苦手。佐菜の幼馴染の一人でもあるが、現在彼にはなぜかぎこちない態度で接している。
誕生花は連翹で、花言葉は「深情」。
アニメ版
再会後の佐菜との険悪な雰囲気は一切なく、修輔と同じく慣れ親しい。環境破壊に対する気持ちは本編でも受け継がれているが、ゲーム版程ではない。ゲーム版・アニメ版共に駆け落ちのシーンがあるが、違うのは、駆け落ち相手が佐菜か修輔かという点だけ。また、朱里の部屋を見られるのはアニメ版のみ。ゲーム版では健在の実母がアニメ版では他界していて、その後間を置かず家に新しい母親が入っているが、金が目当てで結婚しただけの継母を認めておらず反発、父親とも市議会議員としての世間体を優先させる物言いなどから対立しており、家庭内で孤立した状態となっている。
ゲーム版
再会後の佐菜との意見の違いで険悪な関係に陥る。ルート次第でその関係は修復される。料理の腕前は人並み。デザートは不味い（修輔談）らしいが、雛子は「美味しい」と評価している。上記通り、ハイテク機器の扱いは苦手だが、使い方を覚えるのは早い。また、ルート次第ではパソコンを自ら覚えようとする。
持田 雛子（もちだ ひなこ）
声 - 村田あゆみ / 新名彩乃（Myself；Yourself〜それぞれのfinale〜）
桜乃杜町立桜乃杜小学校に通う女の子。クラスは5年3組。10歳。1997年8月5日生まれ。
大人顔負けの頭脳を持つ天才少女で、そのために同年代の子供達からは浮いてしまっている。普段は大人しく控えめに振舞うが、気を許した相手には歯に衣着せぬ物言いをするという、裏表のある性格。しかしその一方でファンシーグッズを集めるのが好きという一面も。お化けや怖い話が苦手。ひょんなことから桜乃杜高校の佐菜たちのクラスに編入してくる。
誕生花はエリカで、花言葉は「孤独」。 
アニメ版
高校には編入せず、小学校に在学のままである。また、修輔が雛子を助ける場所が、普通の道になっている。
ゲーム版
カラスの怪我を治したお礼に、佐菜と菜々香に（黒コゲの）クッキーを焼いてきたりと、礼儀正しい部分が垣間見える。こちらでは、修輔はコンビニで雛子を助ける。
藤村 柚希（ふじむら ゆずき）
声 - 豊口めぐみ
佐菜たちのクラスである2年F組の担任を務める地学教師。25歳。1982年12月26日生まれ。
冷静沈着な論理派と思いきや、実はかなり気まぐれな性格。天体観測が趣味で宇宙人の話題が好き。生徒への褒美として、よくキャラメルを配っている。9年前、佐菜が強く憧れていた女性。
誕生花はクリスマスローズ で、花言葉は「追憶」。
アニメ版
正体は、9年前に出会った『キャラメルのお姉さん』。ストーリー中盤で、佐菜はその正体に気付く。生徒と同じ視点から物を考え、一緒に悩む姿から、クラスからの人望は厚い。朱里が行った署名運動や、あさみの手紙の事件の際も、朱里や修輔をかばったり、生徒を第一に考える姿がうかがえる。酒が大好物。ストレスが溜まると、やけ食いをすることがある（この時ばかりは、朱里も呆気に取られていた）。
ゲーム版
アニメ版と違い、佐菜は桜乃杜高校に転校初日に正体に気付く。ゲーム版では両親共に健在。キャラメルを配る理由もアニメ版と異なる。ゲーム版では、父親がお菓子工場で働いており、毎日キャラメルをダンボールごと持ってくる為、その処分としてキャラメルを配っているとのこと（その理由を聞いて、佐菜は落胆した）。
星野 あさみ（ほしの あさみ）
声 - 中原麻衣
佐菜たちの隣のクラスである2年E組にいる少女。16歳。1991年10月28日生まれ。
成績優秀で人当たりも良く、周囲から注目されている。真面目で責任感が強く、クラスの学級委員を務める他、生徒会にも所属。「あさみ」という自分の名前がなぜか好きではない。菜々香とは従姉妹同士だが仲は良くない。
誕生花は槿で、花言葉は「デリケートな美」。
アニメ版
学校の休みの間は老人ホームの世話を行っている。朱里に好意を寄せており、過去に告白したこともある。受け入れこそされなかったものの、その後も変わらない態度で接してくれる朱里の優しさに満足し、友人としての付き合いを続けていた。しかし、自分も含め周囲の人間には見せられることのない朱里の弱い部分が修輔にだけ晒されているのを目の当たりにすると、それが自分にも向くように、頼ってくれるようにと思い、朱里と修輔が性的関係を持ったとする偽りの手紙を学校に送ったりなどの嫌がらせをするなど、朱里に対して屈折した感情を持つようになった。その後、反省し朱里に全て打ち明けた。雄の黒猫ポーを飼っていたが、彼女に知られることなく、老人ホームに住む梶井に桜の樹の呪いで、生け贄として殺されてしまう。いわゆるヤンデレで百合的な一面がある。
ゲーム版
ヤンデレの傾向はあるものの、アニメ版ほどの歪んだ感情は表さず、概ねおしとやかな性格である（一部ルートでは精神が不安定になることがある。）

### その他
※以下の記載はアニメ版によるもの。
八代 次彦（やしろ つぐひこ）
声 - 井上倫宏
菜々香の父親。菜々香の祖父の弟。菜々香との血縁はなく義父にあたるが、かおるに知らされるまでは、自分の娘でないことを知らなかった。知らされるまでは優しい父親だったが、知ってからは怒りで豹変し菜々恵を容赦なく暴力を振るい殺害。そして自宅を放火して自殺を遂げた。
八代 菜々恵（やしろ ななえ）
声 - 南央美
菜々香の母親。当時かおるを愛していた菜々恵は、かおるとの間に授かった子供・菜々香を生むことを決意し、夫の次彦には内緒にして結婚した。その後、菜々香のヴァイオリンの才能を本当の父親の手で伸ばして上げようと、かおるを自宅に招き菜々香を会わせていた。次彦に知られてからは顔や体を殴られた挙句に殺害される。
桜庭 かおる（さくらば かおる）
声 - 遠近孝一
菜々香のヴァイオリンの家庭教師。次彦とは高校時代の友人。菜々香の憧れの先生だったが、癌にかかり病死する。実は菜々香の本当の父親で、彼が亡くなる前に次彦に全て打ち明けた。しかし悲劇を生む結果となってしまった。
若月 修造（わかつき しゅうぞう）
声 - 松山タカシ
市会議員。朱里と修輔の父親。プライドが高く傲慢な性格で、家族より肩書や選挙を大事にする主義で、息子や娘に手を上げることも辞さない。市庁舎建設を中心となって計画を進めている人物で、自然公園の取り壊しを巡って娘の朱里と争っている。実は朱里の実母（数年前に他界）と家族との思い出がある公園で、朱里は書名運動を行い何とか建設を阻止しようとしたが、修造や校長に猛反対された。その後スキャンダルを避けるために娘の朱里を留学させたことで朱里と修輔の逃避行へと導いてしまう。
若月 冴子（わかつき さえこ）
声 - ゆかな
修造の2番目の妻で、朱里と修輔の義母。若月家では感情を表に出さないが、夜は不満解消のために修造を誤魔化して酒や男で遊んでいる。母親としての自覚が欠落しており朱里と修輔を嫌っているばかりか、娘の朱里からも嫌われており朱里から金目当で家に入り込んできたと思われている。かなり酒癖が悪い。
陽太（ようた）
声 - 菊池こころ / 岡本信彦（10年後）
あさみの親戚。人見知りの少年で、来年で小学生になる。特撮ヒーローアニメンジャーのファン。10年後は雛子と付き合うようになる。歳は雛子より5つ年下。
梶井（かじい）
声 - 松尾佳子
老人ホーム「夢童学会」に住む高齢者の女性。年明けに孫娘のもと子を交通事故で、亡くしてからは心を病んでいる。桜の樹の呪いで、孫娘のもと子を返してもらおうと、最初は小鳥を生け贄し次はあさみの飼い猫ポーを、生け贄として殺ろした。最後は人間を生け贄にしようと朱里の命を狙うがあさみに阻止される。しかし朱里を庇ったせいで、逆にあさみが刺されてしまい入院を余儀なくする。孫娘のもと子と容姿が似ている菜々香を気に入っていた。
横井（よこい）
声 - 宝亀克寿
老人ホーム「夢童学会」に住む高齢者の男性。格闘ゲーム好きで、対戦相手として佐菜を気に入っている。

## ゲームスタッフ
- キャラクターデザイン・作画監修：ささきむつみ
- シナリオ：中野麻衣（エッジワークス）
- 主題歌
  - 1stオープニングテーマ「Day-break」
    - 作詞・作曲：志倉千代丸（5pb.）、編曲：TARAWO、歌：KAORI

  - 2ndオープニングテーマ「ivy」
    - 作詞・作曲：志倉千代丸（5pb.）、編曲：上野浩司、歌：いとうかなこ

  - エンディングテーマ：全7曲

  1. 「ANOTHER WORLD」小清水亜美
  2. 「青い鳥」金田朋子
  3. 「Never leave me alone」田村ゆかり
  4. 「はじめてのKiss?(#^.^#)」村田あゆみ
  5. 「未来観測」豊口めぐみ
  6. 「春のKISS」中原麻衣
  7. 「Myself ; Yourself」小清水亜美
- 音楽：5zizz
- 企画・プロデュース：中澤工

## サウンドトラック収録曲
ゲームソフト初回限定版に封入されたサウンドトラック『Myself ; Yourself Audio Tracks -for GAME-』に収録されている音楽の一覧。
Disc1
01 Day-break（SHORT Ver.）
02 菜々香のテーマ/Black
03 菜々香のテーマ/White
04 麻緒衣のテーマ
05 朱里のテーマ
06 柚希のテーマ/Reason
07 柚希のテーマ/Emotion
08 雛子のテーマ
09 あさみのテーマ/Stability
10 あさみのテーマ/Instability
11 海辺の町のものがたり
12 仲良キ事ハ良キ事カ
13 自分だけの答えを求めて
14 彷徨
15 焦燥
16 迫り来る危機
17 重い汗
18 絶たれた望み
19 パーティ×パーティ
20 幸福なる過去、あるいは伝承
21 悲運なる過去、あるいは伝承
22 Stars in Heaven
23 Day-break（INST ver.）
24 Summer Lightning
25 悔恨
26 Heart of Sunset
Disc2
01 ivy（SHORT Ver.）
02 ANOTHER WORLD（SHORT Ver.）
03 はじめてのKiss?(#^.^#)（SHORT Ver.）
04 春のKISS（SHORT Ver.）
05 Never leave me alone（SHORT Ver.）
06 青い鳥（SHORT Ver.）
07 未来観測（SHORT Ver.）
08 白鳥（C.C.サン＝サーンス 組曲「動物の謝肉祭」より）
09 白鳥（VIOLIN Ver.）
10 Ombra mai fu（G.F.ヘンデル オペラ「セルセ」より）
11 歌の翼に（J.L.F.メンデルスゾーン Op.34「6つの組曲」より）
12 歌の翼に（VIOLIN Ver.）
13 Myself ; Yourself（VIOLIN Ver.）
14 Myself ; Yourself（VIOLIN&PIANO Ver.）
15 Eine kleine Nachtmusik（W.A.モーツァルト（EDIT Ver.））
16 Myself ; Yourself（GAME Ver.）

## テレビアニメ
2007年10月より独立局他で放送された。動画工房にとってテレビアニメ部門で初の元請作品となる。ゲームとタイトルとキャラが同じ以外は全く違うオリジナルストーリー。PlayStation 2版のCMは放送されなかった。紹介文としては「記憶に残る思い出と、突きつけられた現実のギャップに悩みながら、成長していく少年少女たちのストーリーが綴られる、淡いハートフルラブストーリー」となっておりＯＰ曲もそれに沿った曲となっている。一方で内容そのものは凄惨な描写も多く、ハートフルとは程遠い鬱展開となっている。

### スタッフ
- 監督 - QZo（黒田やすひろ）
- シリーズ構成・脚本 - 雑破業
- キャラクター原案 - ささきむつみ
- キャラクターデザイン・総作画監督 - 平塚知哉
- イエティくんキャラクターデザイン - さくら*さくら
- チーフ演出 - 松田哲明
- 美術監督 - 高須賀真二
- 色彩設計 - 石黒けい
- 撮影監督 - 伊藤邦彦
- 編集 - 坂本雅紀、田村ゆり
- 音響監督 - ハマノカズゾウ
- 音楽 - 5zizz
- プロデューサー - 伊藤誠、楠原真理子、小柳路子、小谷哲子
- アニメーションプロデューサー - 石黒竜、鎌田肇
- アニメーション制作 - 動画工房
- 製作 - Myself ; Yourself製作委員会（マーベラスエンターテイメント、ハピネット、5pb.、ポニーキャニオンエンタープライズ）

### 主題歌
オープニングテーマ「Tears Infection」
作詞・作曲 - 志倉千代丸 / 編曲 - 磯江俊道 / 歌 - KAORI
エンディングテーマ「キミと夜空と坂道と」
作詞・作曲 - 志倉千代丸 / 編曲 - 礒江俊道 / 歌 - いとうかなこ

### 各話リスト
| 話数 | サブタイトル              | 絵コンテ     | 演出     | 作画監督                 |
| ---- | ------------------------- | ------------ | -------- | ------------------------ |
| 1    | なつかしい場所            | 下田正美     | 松田哲明 | 平塚知哉 曾我篤史 河野稔 |
| 2    | 大切なメロディー          | 葛谷直行     | 佐藤豊   | 星野浩一                 |
| 3    | クッキーと小石            | 松浦錠平     | 松浦錠平 | 曾我篤史                 |
| 4    | 子供じゃないよ            | きみやしげる | 吉田俊司 | 内原茂                   |
| 5    | 咲かない桜                | 中西伸彰     | 中西伸彰 | 岩佐とも子               |
| 6    | オトナだもん              | 下田正美     | 松田哲明 | 清水昌之 曾我篤史        |
| 7    | 先生のキャラメル          | 藤原良二     | 佐藤豊   | 星野浩一 梅村朋未        |
| 8    | 秘密のポスト              | 松浦錠平     | 松浦錠平 | 曾我篤史 清水昌之        |
| 9    | がんばれ! アニメンジャー! | きみやしげる | 吉田俊司 | 内原茂                   |
| 10   | 桜のために                | 中西伸彰     | 中西伸彰 | 岩佐とも子               |
| 11   | 告白                      | 藤原良二     | 松田哲明 | 清水昌之                 |
| 12   | 赤い記憶                  | きみやしげる | 剛田隼人 | 星野浩一 梅村朋未        |
| 13   | きずな                    | 下田正美     | 松浦錠平 | 曾我篤史                 |

### 放送局
| 放送地域 | 放送局     | 放送開始                       | 放送日時                     | 放送系列       | 備考             |
| -------- | ---------- | ------------------------------ | ---------------------------- | -------------- | ---------------- |
| 神奈川県 | tvk        | 2007年10月3日 - 12月26日       | 水曜 2:15 - 2:45（火曜深夜） | 独立UHF局      |                  |
| 千葉県   | チバテレビ | 2007年10月4日 - 12月27日       | 木曜 2:00 - 2:30（水曜深夜） | 独立UHF局      |                  |
| 埼玉県   | テレ玉     | 2007年10月5日 - 12月28日       | 金曜 2:00 - 2:30（木曜深夜） | 独立UHF局      |                  |
| 愛知県   | テレビ愛知 | 2007年10月5日 - 12月28日       | 金曜 2:58 - 3:28（木曜深夜） | テレビ東京系列 |                  |
| 大阪府   | テレビ大阪 | 2007年10月6日 - 12月29日       | 土曜 4:05 - 4:35（金曜深夜） | テレビ東京系列 |                  |
| 日本全域 | AT-X       | 2007年11月22日 - 2008年2月14日 | 木曜 9:30 - 10:00            | CS放送         | リピート放送あり |

## プロローグ小説
『Myself ; Yourself それぞれのOverture』として『電撃G's magazine』2007年5月号から2008年1月号まで連載。挿絵イラストはわだぺん。が担当。Overture（オーバーチュア）とは「序曲、序章」の意。
1. 七つの子 Nanaka's Story（八代菜々香、2007年5月号）
2. まいごのあおいさん Aoi's Story（織部麻緒衣、2007年6月号）
3. 私とあいつと、私の仲間 Syuri's Story（若月朱里、2007年8月号）
4. Close Encounter（接近遭遇） Yuzuki's Story（藤村柚希、2007年10月号）
5. 小さくて、大きな第一歩 Hinako's Story（持田雛子、2007年11月号）
6. なくした もの は、なんですか? Asami's Story（星野あさみ、2008年1月号）

## 関連商品
CD
- Tears Infection/Day-break（アニメOPテーマ/ゲーム1stOPテーマ、KAORI、2007年10月24日発売、DVD付き初回限定盤あり）
- キミと夜空と坂道と/ivy（アニメEDテーマ/ゲーム2ndOPテーマ、いとうかなこ、2007年10月24日発売）
- キャラクターソング
  - Vol.1 ANOTHER WORLD（八代菜々香、2007年11月21日発売）
  - Vol.2 はじめてのKiss?(#^.^#)（持田雛子、2007年11月21日発売）
  - Vol.3 春のKISS（星野あさみ、2007年11月21日発売）
  - Vol.4 Never leave me alone（若月朱里、2007年12月7日発売）
  - Vol.5 青い鳥（織部麻緒衣、2007年12月7日発売）
  - Vol.6 未来観測（藤村柚希、2007年12月7日発売）
- Myself ; Yourself 〜Audio Drama CD〜（2008年2月22日発売）
- SWEET LOVER's 〜Myself ; Yourself Best Song Album〜（2008年4月23日）